# Rečica (Kladovo)
Rečica (kyrillisch: Речица) ist ein Dorf in der Opština Kladovo und im Bezirk Bor im Osten Serbiens. 

## Einwohner
Die Volkszählung 2002 (Eigennennung) ergab, dass 45 Personen im Dorf leben. Davon waren:
|         | Anzahl | Prozent |
| Gesamt  | 45     | 100     |
| Serben  | 44     | 97,77   |
| Rumänen | 1      | 2,22    |

Weitere Volkszählungen:
- 1948: 149
- 1953: 153
- 1961: 161
- 1971: 154
- 1981: 129
- 1991: 106